# Кубок СССР по футболу 1975
34-й розыгрыш Кубка СССР состоялся в марте-августе 1975 года. Обладателем Кубка во второй раз стал ереванский «Арарат». Предыдущий обладатель Кубка киевское «Динамо» выбыло в 1/4 финала. В этом розыгрыше вновь вернулись к одноматчевому розыгрышу всех этапов.

## 1/32 финала
| Дата       | Команда 1             | Счёт     | Команда 2                 |
| ---------- | --------------------- | -------- | ------------------------- |
| 16.03.1975 | Алга (Фрунзе)         | 2:1      | Кубань (Краснодар)        |
| 16.03.1975 | Звезда (Пермь)        | 1:0      | Кузбасс (Кемерово)        |
| 16.03.1975 | Металлист (Харьков)   | 2:1      | Спартак (Орджоникидзе)    |
| 16.03.1975 | Металлург (Запорожье) | 2:1 д.в. | Спартак (Ивано-Франковск) |
| 16.03.1975 | Нефтчи (Баку)         | 1:0      | Торпедо (Кутаиси)         |
| 16.03.1975 | Памир (Душанбе)       | 2:0      | Спартак (Нальчик)         |
| 16.03.1975 | Таврия (Симферополь)  | 3:0      | Рубин (Казань)            |
| 16.03.1975 | Шинник (Ярославль)    | 2:1      | Уралмаш (Свердловск)      |

## 1/16 финала
| Дата       | Команда 1              | Счёт     | Команда 2                 |
| ---------- | ---------------------- | -------- | ------------------------- |
| 23.03.1975 | Арарат (Ереван)        | 4:1      | Крылья Советов (Куйбышев) |
| 23.03.1975 | Динамо (Москва)        | +:-      | Алга (Фрунзе)             |
| 23.03.1975 | Динамо (Тбилиси)       | 2:1      | Металлург (Запорожье)     |
| 23.03.1975 | Днепр (Днепропетровск) | 1:2      | Памир (Душанбе)           |
| 23.03.1975 | Заря (Ворошиловград)   | 1:0      | СКА (Ростов-на-Дону)      |
| 23.03.1975 | Зенит (Ленинград)      | 1:0      | Динамо (Минск)            |
| 23.03.1975 | Кайрат (Алма-Ата)      | 3:0      | Торпедо (Москва)          |
| 23.03.1975 | Карпаты (Львов)        | 4:0      | Нефтчи (Баку)             |
| 23.03.1975 | Металлист (Харьков)    | 1:4      | Пахтакор (Ташкент)        |
| 23.03.1975 | Нистру (Кишинев)       | 0:1 д.в. | Локомотив (Москва)        |
| 23.03.1975 | ЦСКА (Москва)          | 3:2      | Таврия (Симферополь)      |
| 23.03.1975 | Черноморец (Одесса)    | 1:2      | Шинник (Ярославль)        |
| 23.03.1975 | Шахтёр (Донецк)        | 0:1      | Звезда (Пермь)            |

## 1/8 финала
| Дата       | Команда 1          | Счёт              | Команда 2            |
| ---------- | ------------------ | ----------------- | -------------------- |
| 06.04.1975 | Арарат (Ереван)    | 1:0 д.в.          | Карпаты (Львов)      |
| 06.04.1975 | Звезда (Пермь)     | 0:0 д.в.,пен. 2:4 | Кайрат (Алма-Ата)    |
| 06.04.1975 | Зенит (Ленинград)  | 0:0 д.в.,пен. 2:4 | Динамо (Тбилиси)     |
| 06.04.1975 | Локомотив (Москва) | 2:1 д.в.          | Динамо (Москва)      |
| 06.04.1975 | Памир (Душанбе)    | 0:0 д.в.,пен. 2:3 | Заря (Ворошиловград) |
| 06.04.1975 | Пахтакор (Ташкент) | 1:1 д.в.,пен. 5:4 | Спартак (Москва)     |
| 06.04.1975 | Шинник (Ярославль) | 0:1               | ЦСКА (Москва)        |

## 1/4 финала
| Дата       | Команда 1          | Счёт              | Команда 2            |
| ---------- | ------------------ | ----------------- | -------------------- |
| 02.07.1975 | Динамо (Тбилиси)   | 2:1 д.в.          | Динамо (Киев)        |
| 02.07.1975 | Локомотив (Москва) | 1:1 д.в.,пен. 3:5 | Арарат (Ереван)      |
| 02.07.1975 | Пахтакор (Ташкент) | 0:0 д.в.,пен. 2:4 | Заря (Ворошиловград) |
| 03.07.1975 | ЦСКА (Москва)      | 3:0               | Кайрат (Алма-Ата)    |

## 1/2 финала
| 16 июля 1975, 19:30 | \| Арарат (Ереван) \| 3:1 (0:0) \| Динамо (Тбилиси) \| \| Маркаров 47′ · Погосян 58′ · Петросян 64′ \| Голы \| Коридзе 78′ \| | Стадион: Раздан, Ереван Зрителей: 68 600 Судья: А. Иванов (Ленинград) |
| Арарат: Абрамян, Геворкян, Саркисян, Мирзоян, Мартиросян, Андриасян, Бондаренко (Месропян, 77'), Иштоян (Заназанян, 70'), Маркаров, Погосян, Н. Петросян Запасные: Минасян, С. Петросян, Демирчян Старший тренер: Виктор Маслов Динамо: Гогия, Дзодзуашвили (Мачаидзе, 58'), Челидзе, Хизанишвили, Эбралидзе, Рехвиашвили, Мачаидзе, Коридзе, Кипиани (Гавашели, 77'), Асатиани, Церетели Запасные: Муджири, Копалейшвили, Имнадзе Старший тренер: Михаил Якушин | |                                                                       |
| Арарат (Ереван) | 3:1 (0:0) | Динамо (Тбилиси)                                                      |
| Маркаров 47′ · Погосян 58′ · Петросян 64′ | Голы | Коридзе 78′                                                           |

| 16 июля 1975, 19:00 | \| Заря (Ворошиловград) \| 2:1 (1:0, 0:1, 1:0, д. в.) \| ЦСКА \| | Стадион: Авангард, Ворошиловград Зрителей: 30 000 Судья: Н. Крылов (Куйбышев) |
| Заря: Ткаченко, Пинчук, Малыгин, Абрамов, Васенин (Гусев), 112', Журавлёв, Кузнецов, Белоусов, Елисеев (Андреев, 112'), Куксов, Аверьянов Запасные: Стульчин, Рабочий, Клюев Старший тренер: Юрий Захаров ЦСКА: Астаповский, Уткин, Худиев, Высоких, Капличный, Морозов (Самойленко, 78'), Шальнев, Копейкин, Федотов (Муханов, 46'), Андрющенко, Чесноков Запасные: Шмуц, Дорофеев, Баркетов Старший тренер: Анатолий Тарасов |                                                                  |                                                                               |
| Заря (Ворошиловград) | 2:1 (1:0, 0:1, 1:0, д. в.)                                       | ЦСКА                                                                          |

## Финал
| Арарат                     | 2:1 (2:1) | Заря        |
| Андриасян 14' Маркаров 43' | Голы      | Кузнецов 8' |

| | Составы | | |
| Абрамян, Геворкян, Саркисян, Мирзоян, Месропян, Андриасян (к), Бондаренко, Иштоян (С. Петросян, 72'), Маркаров, Мартиросян, Н. Петросян |         | Ткаченко, Пинчук, Малыгин, Аверьянов, Васенин, Журавлёв (к), В. Кузнецов, Белоусов, Елисеев, Куксов, Ковалёв | Ткаченко, Пинчук, Малыгин, Аверьянов, Васенин, Журавлёв (к), В. Кузнецов, Белоусов, Елисеев, Куксов, Ковалёв |
| Виктор Маслов | Тренеры | Юрий Захаров                                                                                                 | Юрий Захаров                                                                                                 |

«Арарат» получил право на участие в Кубке кубков.